# Рождество Христово (католически параклис в София)
„Рождество Христово“ е източнокатолически параклис на Софийската епархия в София, България.

## История на храма
На 28 октомври 2006 г. – деня, в който се празнува 80-годишнина от основаването на Апостолическата екзархия в България – е благословен параклисът „Рождество Христово“ на апостолическия екзарх заедно с нова библиотека в сградата на седалището на екзархия до църквата „Успение Богородично“ в София.
Параклисът е изграден в съвременен стил, включващ кръгла олтарна маса. На стените от двете страни на олтара са разположени две мозаечни икони. Вратите на параклиса са изцяло остъклени към вътрешното пространство на сградата. Зад олтара се намират две стъклени матови врати, като през тях прониква светлина от скрит зад апсидата на олтара прозорец, който осветява и стъклен кръст със стъклопис. Допълнителна светлина прониква през 8 прозореца със стъклописи.